# Bamo Meïté
Bamo Meïté (Kani, 20 de junio de 2001) es un futbolista marfileño que juega de defensa en el Olympique de Marsella de la Ligue 1.

## Estadísticas

### Clubes
Actualizado al último partido disputado el 14 de septiembre de 2024.
| Club                                     | Div.          | Temporada     | Liga  | Liga  | Copas nacionales | Copas nacionales | Copas internacionales | Copas internacionales | Total | Total |
| Club                                     | Div.          | Temporada     | Part. | Goles | Part.            | Goles            | Part.                 | Goles                 | Part. | Goles |
| ---------------------------------------- | ------------- | ------------- | ----- | ----- | ---------------- | ---------------- | --------------------- | --------------------- | ----- | ----- |
| Stade Lavallois Mayenne F. C. II Francia | 5.ª           | 2019-20       | 8     | 0     | —                | —                | —                     | —                     | 8     | 0     |
| Stade Lavallois Mayenne F. C. II Francia | 5.ª           | 2020-21       | 5     | 0     | —                | —                | —                     | —                     | 5     | 0     |
| Stade Lavallois Mayenne F. C. II Francia | Total club    | Total club    | 13    | 0     | 0                | 0                | 0                     | 0                     | 13    | 0     |
| Stade Lavallois Mayenne F. C. Francia    | 3.ª           | 2020-21       | 10    | 0     | 1                | 0                | —                     | —                     | 11    | 0     |
| Stade Lavallois Mayenne F. C. Francia    | Total club    | Total club    | 10    | 0     | 1                | 0                | 0                     | 0                     | 11    | 0     |
| F. C. Lorient II Francia                 | 4.ª           | 2021-22       | 21    | 0     | —                | —                | —                     | —                     | 21    | 0     |
| F. C. Lorient II Francia                 | 4.ª           | 2022-23       | 3     | 0     | —                | —                | —                     | —                     | 3     | 0     |
| F. C. Lorient II Francia                 | Total club    | Total club    | 24    | 0     | 0                | 0                | 0                     | 0                     | 24    | 0     |
| F. C. Lorient Francia                    | 1.ª           | 2022-23       | 17    | 1     | 3                | 0                | —                     | —                     | 20    | 1     |
| F. C. Lorient Francia                    | 1.ª           | 2023-24       | 2     | 0     | 0                | 0                | —                     | —                     | 2     | 0     |
| F. C. Lorient Francia                    | Total club    | Total club    | 19    | 1     | 3                | 0                | 0                     | 0                     | 22    | 1     |
| Olympique de Marsella Francia            | 1.ª           | 2023-24       | 16    | 0     | 2                | 0                | 7                     | 0                     | 25    | 0     |
| Olympique de Marsella Francia            | 1.ª           | 2024-25       | 3     | 0     | 0                | 0                | —                     | —                     | 3     | 0     |
| Olympique de Marsella Francia            | Total club    | Total club    | 19    | 0     | 2                | 0                | 7                     | 0                     | 28    | 0     |
| Total carrera                            | Total carrera | Total carrera | 85    | 1     | 6                | 0                | 7                     | 0                     | 98    | 1     |